# Charleston Battery
Charleston Battery es un club de fútbol profesional estadounidense, con sede en Charleston, Carolina del Sur, que actualmente participa en la USL Championship. Fundado en 1993, es uno de los clubes profesionales más antiguos del país en estar vigentes, junto con el Richmond Kickers.
Charleston juega de local en el MUSC Health Stadium, conocido también como Battery Park, desde 1999.

## Historia
El Battery se fundó en 1993 por un grupo local de fanáticos del fútbol liderados por Tony Bakker, oriundo de Londres quien se estableció en el área de Charleston en 1989 al relocalizar su compañía de software Blackbaud. El club contrató a Tim Hankinson, anterior entrenador y graduado de la Universidad de Carolina del Sur como primer entrenador del equipo en su primera temporada en la extinta USISL, la antecesora de la USL Championship. El Battery ganó su primer título de la en 1996 bajo la dirección del portugués Nuno Piteira, ganando por 3-2 al Charlotte Eagles en la final. Para la temporada 1997 fue uno de los clubes fundadores de la A-League (luego llamada USL First Division).
Se mudó a su nuevo estadio, el MUSC Health Stadium en 1999, convirtiéndose en el primer equipo fuera de la Major League Soccer en construir su propio estadio. Ese año el Battery contrato al entrenador y exjugador inglés Alan Dicks, y fichó a jugadores experimentados como Paul Conway, Dan Calichman y Eric Wynalda, además a los extranjeros Terry Phelan y Raúl Díaz Arce. Chris Ramsey reemplazó a Dicks en la dirección del equipo en 2003 y llevó al club a ganar la A-League en 2003, venciendo a Minnesota Thunder por 3-0 en la final en Charleston. Tras la salida de Ramsey en 2004, el club fue dirigido por el jugador y segundo entrenador Mike Anhaeuser. 
En el 2008 el Battery jugó su primera final de la US Open Cup, contra el D.C. United de la Major League Soccer en el RFK Stadium. United ganó por 2-1.
En el 2010 el Charleston fue invitado, junto con otros clubes de la USL, a unirse a la extinta North American Soccer League, pero el Battery decidió quedarse en la USL y descender por cuenta propia a la extinta USL Second Division, aunque regresó a la extinta USL professional division al año siguiente. En esa temporada 2010 en la tercera categoría, el Charleston lideró la clasificación por todo el año y consiguió una racha invicta como local. Venció al Richmond Kickers por 2-1 en la final, ganando así su tercer título de liga. Lamar Neagle fue nombrado MVP de la extinta USL-2, además de ser el mejor goleador con 13 tantos. El entrenador del club, Mike Anhaeuser, fue nombrado entrenador del año. Ya de regreso a la USL Professional Division, el Charleston ganó su cuarto título en la temporada 2012, derrotando al Wilmington Hammerheads por 1-0 en la final, con el gol de Mike Azira al minuto 74. 
En los siguientes años el club firmó acuerdos de afiliación para préstamo de jugadores con clubes de la Major League Soccer, entre ellos el Vancouver Whitecaps FC en 2014, Houston Dynamo en 2015 y el Atlanta United en 2016.
En febrero de 2016 Tony Bakker, dueño mayoritario del club anunció que el equipo fue vendido a B Sports Entertainment, además se confirmó que el presidente del club, Andrew Bell, y el entrenador Anhaeuser seguirán en su cargo.
Bell anunció su salida del club a finales del 2018 para dedicarse a un club de expansión de la USL en Memphis, Tenessee, terminando así una carrera de dos décadas al mando del club. Mike Kelleher fue nombrado nuevo presidente del club.
En octubre de 2019, se anunció que B Sports Entertainment había vendido el club a Rob Salvatore de HCFC, LLC con un traslado al Patriots Point Soccer Complex en Mount Pleasant.

## Presidentes
- Tony Bakker (1993–1998)
- Nigel Cooper (1999–2008)
- Andrew Bell (2008–2018)
- Mike Kelleher (2018–2019)

## Uniforme
- Uniforme titular: Camiseta amarilla con rayas verticales negras, pantalón negro y medias negras.
- Uniforme alternativo: Camiseta roja con rayas verticales negras, pantalón blanco y medias rojas.

## Escudo
El escudo del club es un escudo clásico en amarillo y negro que ofrece un par de cañones de artillería cruzados (alusivos a la ciudad de Charleston en la Guerra Civil Americana y la Revolución Americana) por encima de una representación de una pelota de fútbol al estilo tradicional.

## Estadio

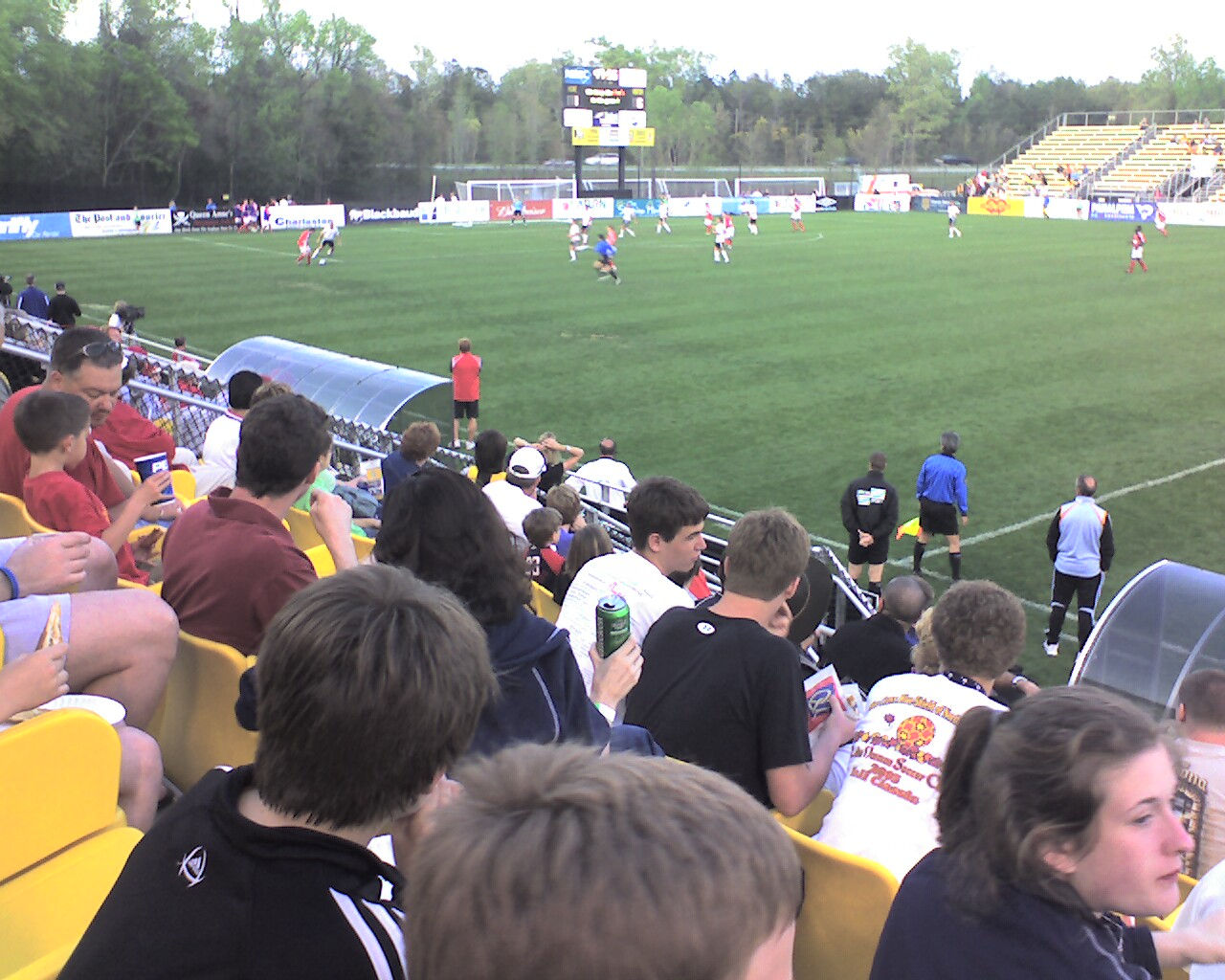
MUSC Health Stadium

MUSC Health Stadium, llamado anteriormente Blackbaud Stadium, también conocido por el sobrenombre de Battery Park, es un estadio multipropósito ubicado en Charleston, Carolina del Sur, Estados Unidos. Fue inaugurado en 2009 y es el estadio del Charleston Battery de la USL Professional Division, la tercera división del fútbol estadounidense. El estadio tiene capacidad para 5.100 espectadores.
Entre los años 1993 y 1998 el club jugó de local en el Stoney Field, también en Charleston.

## Jugadores

### Jugadores destacados
La siguiente lista son jugadores que han formado parte del club que durante su carrera jugaron a nivel de selección, realizaron aportes significativos al club o destacaron en el deporte luego de jugar en el equipo o después de su salida.
| - Nelson Akwari - Osvaldo Alonso - Michael Anhaeuser - Lazo Alavanja - Stephen Armstrong - Khalil Azmi - Dan Calichman - Ted Chronopoulos - Paul Conway - Omar Daley - Raúl Díaz Arce - Linval Dixon - Colin Falvey - Dusty Hudock - Gilbert Jean-Baptiste - Dane Kelly - Forrest Lasso | - John Limniatis - Léster Moré - Lamar Neagle - Bo Oshoniyi - Nicki Paterson - Terry Phelan - Zach Prince - Robert Rosario - Brent Sancho - Dean Sewell - Nicky Spooner - Mark Watson - John Wilson - Eric Wynalda - Velko Iotov - Paul Young |

## Entrenadores
- Tim Hankinson (1993–1994)
- Nuno Piteira (1995–1999)
- Alan Dicks (1999–2001)
- Chris Ramsey (2001-2004)
- Michael Anhaeuser (2004–presente)

## Palmarés

### Torneos nacionales
- A-League (2): 1996, 2003.

- USL Second Division (1): 2010.
- USL Championship (1): 2012.

- Subcampeón US Open Cup (1): 2008.

- Southern Derby (3): 2003, 2005, 2009, 2010, 2011, 2015, 2016, 2017.